# 巴西祖克舞
巴西祖克舞(Brazilian Zouk)是一種雙人舞，起源於巴西，始於1990年代初。巴西祖克舞源自於名為Lambada的雙人舞。隨著時間的推移，祖克舞者開始嘗試並融入其他音樂風格，如R'n'B、流行音樂、嘻哈和當代音樂。

## 歷史
巴西祖克舞源自名為Lambada的雙人舞。隨著Lambada音樂風格的過時，Lambada舞者轉向 Zouk（來自法語加勒比海島嶼）作為他們的音樂選擇。正是這一過渡催生了名為巴西祖克舞的舞蹈。 "巴西祖克舞"這一術語的採用是為了區分這種舞蹈風格與音樂類型。如今，"祖克"這一術語通常用來指代"巴西祖克舞"的舞蹈風格。

## 特徵
巴西祖克舞是一種具有明確基本步伐和節奏模式的舞蹈。這些步伐和節奏模式的表現因祖克的子風格而異。動作的整體可塑性和所跳舞的音樂類型範圍使巴西祖克舞成為一種鼓勵創造力和即興表演的雙人舞。
巴西祖克舞最具特徵的特點是跟隨者的上半身動作，這些動作通過複雜的引導和跟隨技術被引導出軸心。其他特徵包括身體孤立、傾斜轉身以及最近的對抗平衡技術。

## 風格
隨著巴西祖克舞在舞蹈界的名聲日益增長，才華橫溢且有影響力的舞者開始發展和探索創造更明確的風格，無論是通過作為祖克學校的純粹發展，還是通過將祖克與其他舞蹈風格如巴查塔、莎莎、阿根廷探戈、接觸即興或西海岸搖擺融合。
截至2019年，巴西祖克舞的兩個最受歡迎的分支是傳統（里約）和Lamba。隨著祖克在全球的流行，幾種巴西祖克舞風格已經演變，舞蹈也在不斷演變。舞蹈學校在巴西以外展示的風格包括：
- 傳統祖克舞（或里約風格祖克舞）是一種巴西祖克舞風格，可以是線性和圓形的，包含一組元素或基本模式，這些模式在某些名稱（葡萄牙語）下被稱為，如Viradinha或Elástico。
- Lamba祖克舞（或祖克蘭巴舞，或波爾圖塞古風格）與Lambada的關聯最為密切。它的特點是持續不斷的運動，與傳統風格不同。
- Mzouk是唯一一種起源於巴西以外的風格，源自西班牙的馬略卡島。Mzouk通過命名法而非預設模式來定義其基本步驟和動作。這意味著模式可以被定義為特定動作的序列。[2]

- Soulzouk是由一位名叫China（現在寫作"Xina"）的祖克舞者在里約熱內盧創造的祖克風格。Soulzouk基於身體動作的生物力學，並且基於相互理解，以實現更有機和自然的舞蹈；領舞者和跟隨者都積極參與創造舞蹈。最初，Soulzouk被視為一種不同的祖克舞方式，因為它使用了緊密的擁抱和更多的連接。當時，這被視為一種受到很多評價的舞蹈方式，因為它超出了舞蹈界的習慣。[3]

- Zouk Flow是20年前由Arknjo在里約熱內盧創造的風格，受到城市舞蹈文化的影響。它使用嘻哈的協同作用，並以這種能量的身體動作來創造步伐。

- Neozouk是一種基本上圓形動作的風格，並且有關於這些動作的能量管理的哲學，由來自里約熱內盧的DJ、舞者、教師和製作人Mafie Zouker及其搭檔Ruanita Santos（目前居住在荷蘭）發展而成。

許多專業的祖克舞者正在創造和命名受當代舞、嘻哈舞等影響的新子風格。

## 國際反響
儘管祖克舞形式起源於巴西，但在那裡的流行程度不如其他流行形式，如Forró或Samba。雖然祖克根植於巴西和非洲音樂及舞蹈形式的混合（主要是Lambada，這是一種在1980年代在巴西流行的舞蹈），但它在巴西以外的地方越來越受歡迎。大多數在巴西以外舉行的祖克活動發生在歐洲和美國，但也在亞洲和拉丁美洲舉行。知名的祖克活動包括由巴西祖克舞舞蹈委員會組織的巴西祖克Jack和Jill比賽， 國際祖克大會，以及在世界各地舉行的多個國家祖克節。最著名的祖克舞者包括Kadu Pires和Larissa Frisbee（均為巴西人）、Anderson Mendes和Brenda Carvalho（巴西和巴西-秘魯）、Renata Peçanha （页面存档备份，存于）（巴西人）、William Teixera和Paloma Alves（巴西-西班牙和巴西人）等。

## 外部連結
- .   [2025-02-04]. （原始内容存档于2024-09-29）.
- .   [2025-02-04]. （原始内容存档于2025-01-24）.
- .   [2018-01-25]. （原始内容存档于2018-06-06）.
- .   [2018-01-25]. （原始内容存档于2018-01-26）.
- 巴西祖克舞在美國的受歡迎程度（Yahoo新聞文章） （页面存档备份，存于）
- Mzouk，我的小小世界 / 作者：Daniel Estévez。 ISBN 978-84-616-1743-2